# Pommersche Bucht
Koordinaten: 54° 0′ 0″ N, 14° 20′ 0″ O
Die Pommersche Bucht (polnisch Zatoka Pomorska, kaschubisch Pòmòrskô Hôwinga, in der DDR: Oderbucht) ist eine Bucht im Südwesten der Ostsee.

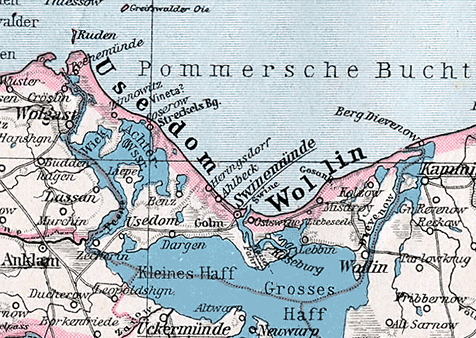
Pommersche Bucht nördlich des Stettiner Haffs auf einer Landkarte von 1905

## Geographische Lage
Die Pommersche Bucht – auch Swinemünder Bucht genannt –  wird im Süden durch die Inseln Usedom und Wollin vom Stettiner Haff und der Odermündung abgetrennt. Die Verbindung zum Haff stellen die drei Wasserstraßen Dziwna (dt. Dievenow), Świna (dt. Swine) und Peene her. Im Westen wird die Pommersche Bucht durch die Insel Rügen begrenzt.
Die maximale Tiefe beträgt 20 Meter und der Salzgehalt ungefähr 8 Promille. Die Pommersche Bucht wird von einer künstlich vertieften Wasserstraße durchquert, die es auch größeren Seeschiffen erlaubt, die Häfen von Stettin und Swinemünde anzulaufen.
Haupthäfen an der Bucht sind:
- Świnoujście (Swinemünde) und
- Dziwnów (Berg Dievenow)

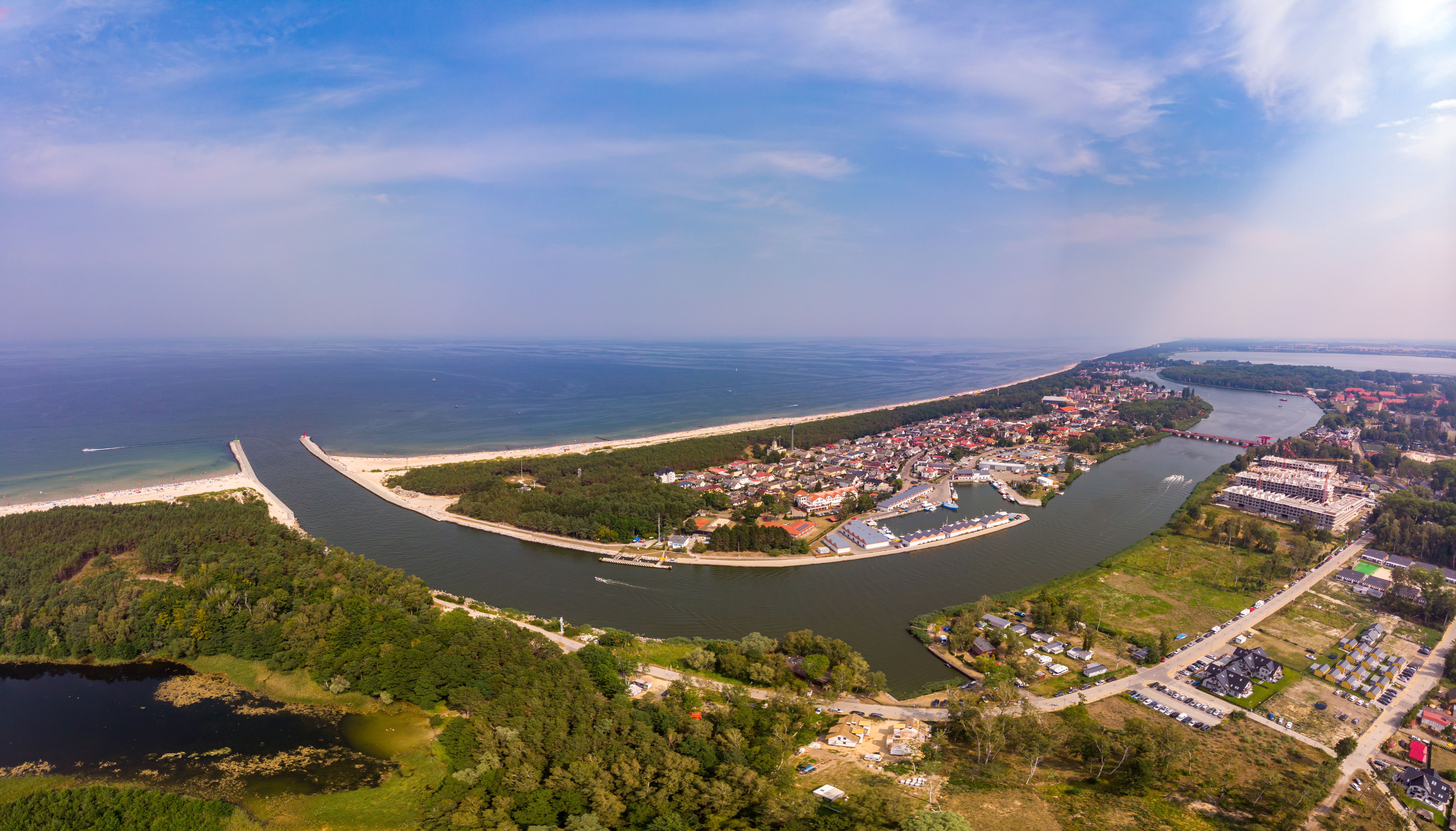
Mündung der Wasserstraße Dziwna (Dievenow)   in die Ostsee bei Dziwnów (Berg Dievenow)
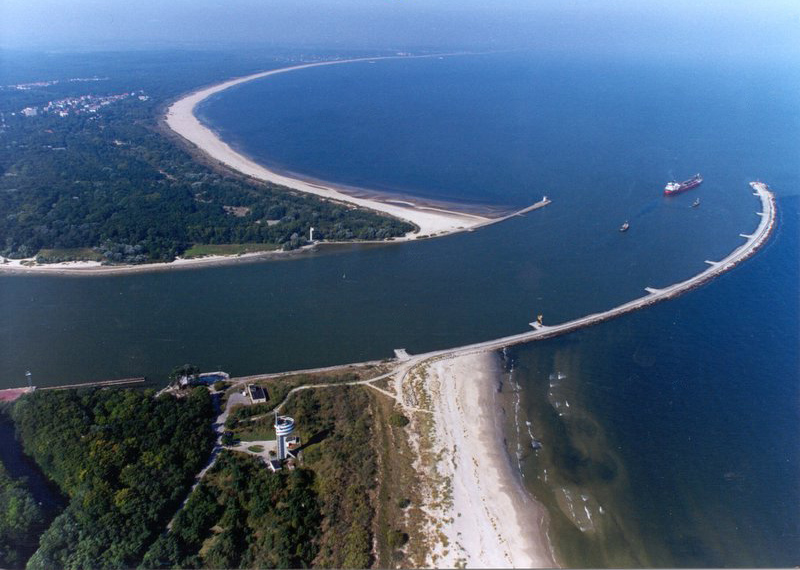
Mündung der Świna (Swine) in  Świnoujście (Swinemünde)  zwischen den Inseln Usedom und Wolin

## Staatsgrenze
Seit der Definition der Oder-Neiße-Grenze verläuft durch die Pommersche Bucht die deutsch-polnische Staatsgrenze.
Nach Zwischenfällen mit Marineschiffen zwischen 1986 und 1988 (vgl. Volksmarine) wurde der Görlitzer Vertrag von 1950 erweitert, indem am 22. Mai 1989 zwischen der Deutschen Demokratischen Republik und der Volksrepublik Polen ein Vertrag über die Abgrenzung der Seegebiete in der Oderbucht unterzeichnet wurde. Dieser wurde durch den Deutsch-Polnischen Grenzvertrag 1990 bestätigt.
1995 fasste der polnische Ministerrat einen Beschluss, wonach der Seezugang (Nordansteuerung) zu den beiden Häfen als polnisches Hoheitsgebiet anzusehen sei. Im Lichte des völkerrechtlich gültigen Vertrages von 1990 handelte es sich hierbei um eine einseitige Strittigstellung ohne völkerrechtlich relevante Grundlage.
Trotzdem kam es Ende August 2006 zu leichten Verwerfungen im Verhältnis der beiden Staaten, als Polens Minister für Seewirtschaft, Rafał Wiechecki, in der nachdrücklichen Form einer diplomatischen Note gegen angebliche Grenzverletzungen durch Kriegsschiffe der Deutschen Marine bei einem Seemanöver in der Pommerschen Bucht intervenierte.

## Naturschutzgebiet
Auf der deutschen Seite der Bucht wurde durch Verordnung des Bundesministers für Umwelt, Naturschutz und Reaktorsicherheit vom 15. September 2005 (BGBl. I S. 2778) mit Wirkung vom 24. September 2005 ein 200.938 Hektar großes Gebiet zum Naturschutzgebiet Pommersche Bucht – Rönnebank erklärt.

## Seebäder
An der Pommerschen Bucht befinden sich auf der deutschen Seite unter anderem die Dreikaiserbäder Usedoms (Ahlbeck, Bansin und Heringsdorf) sowie auf der polnischen Seite die Seebäder Świnoujście und
Międzyzdroje (Misdroy).

## Sonstiges
Die InterCity-Linie vom Ostseebad Binz über Berlin und Erfurt nach Düsseldorf trägt den Namen „Pommersche Bucht“.